# Patrizia Dorsch
Patrizia Dorsch (Berchtesgaden, 15 febbraio 1994) è un'ex sciatrice alpina tedesca.

## Biografia
Specialista delle prove veloci attiva dal dicembre del 2009, la Dorsch ha debuttato in Coppa Europa il 22 gennaio 2012 a Sankt Moritz in discesa libera (53ª); in Coppa del Mondo ha esordito il 14 dicembre 2013 nella medesima località in supergigante (46ª), ha ottenuto il miglior piazzamento il 24 febbraio 2019 a Crans-Montana in combinata (5ª) e ha preso per l'ultima volta il via il 29 febbraio 2020 a La Thuile in supergigante (37ª). Si è ritirata durante la stagione 2021-2022 e la sua ultima gara è stata un supergigante FIS disputato il 7 gennaio a Reteralm; non ha preso parte a rassegne olimpiche o iridate.

## Palmarès

### Mondiali juniores
- 2 medaglie:
  - 2 bronzi (gara a squadre a Jasná 2014; gara a squadre a Hafjell 2015)

### Coppa del Mondo
- Miglior piazzamento in classifica generale: 74ª nel 2019

### Coppa Europa
- Miglior piazzamento in classifica generale: 47ª nel 2018

### Campionati tedeschi
- 9 medaglie:
  - 3 ori (combinata nel 2016; supergigante, combinata nel 2019)
  - 2 argenti (supergigante nel 2013; discesa libera nel 2019)
  - 4 bronzi (slalom gigante nel 2015; discesa libera nel 2016; slalom gigante nel 2017; discesa libera nel 2018)